# Brief an meinen Richter
Brief an meinen Richter (französischer Originaltitel: Lettre à mon juge) ist ein Roman des belgischen Schriftstellers Georges Simenon, der vom 5. bis 15. Dezember 1946 in Bradenton Beach, Florida, entstand. Der Roman erschien im Juli des Folgejahres beim Pariser Verlag Presses de la Cité, nachdem er zuvor vom 3. April bis 5. Juni 1947 in 10 Folgen der Wochenzeitschrift Nuit et Jour abgedruckt worden war. Die deutsche Übersetzung von Hansjürgen Wille und Barbara Klau veröffentlichte 1961 Kiepenheuer & Witsch.
Ein Richter ist der einzige Mensch, von dem sich der Angeklagte eines Mordprozesses verstanden fühlt. Nach seiner Verurteilung schreibt er ihm einen langen Brief, in dem er von seinem ereignislosen und fremdbestimmten Leben berichtet, seiner großen Liebe, die das erste Mal Leidenschaft und Glück in sein Dasein brachte, und seiner Tat, mit der er am Ende alles ausgelöscht hat.

## Inhalt

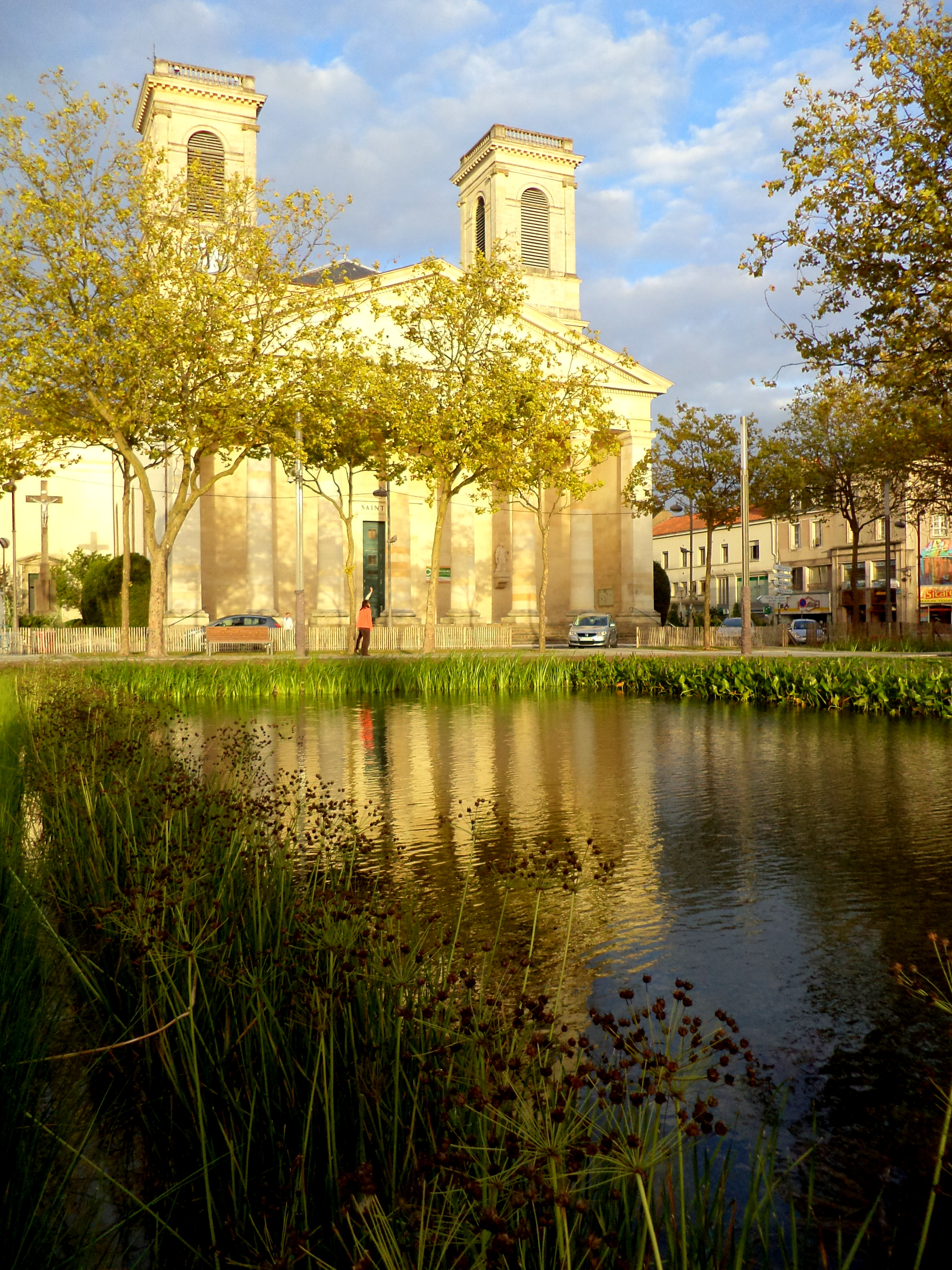
Kirche St. Louis in La Roche-sur-Yon

Der verurteilte Mörder Charles Alavoine schreibt seine Lebensgeschichte in einem Brief an den Untersuchungsrichter Ernest Coméliau nieder, weil er glaubt, dass einzig dieser ihn verstehen könne. Im Gegensatz zum bürgerlichen Coméliau stammt Alavoine aus einer Bauernfamilie im Département Vendée. Nach dem Suizid seines Vaters, eines notorischen Trinkers, zog ihn seine Mutter auf, die lange für sein Leben bestimmend blieb. Ihr zuliebe studierte er Medizin, arbeitete als Landarzt und heiratete die fügsame Apothekerstochter Jeanne, die ihm zwei Töchter gebar, doch an Komplikationen bei der zweiten Geburt starb. Als ihn sein Verlangen nach Frauen auf dem Land ins Gerede brachte, zog Alavoine mit seiner Mutter in die Stadt La Roche-sur-Yon, wo er eine gutgehende Praxis aufbaute. Dort lernte er die würdevolle Witwe Armande kennen, die bald in sein Haus einzog, das Reglement seiner Mutter übernahm und seine zweite Frau wurde, ohne dass er sie jemals liebte.
Eines Abends kurz vor Weihnachten, er ist inzwischen vierzig Jahre alt, lernt Alavoine in Caen die fünfundzwanzigjährige Sekretärin Martine Englebert kennen, die nach La Roche-sur-Yon reist, um Arbeit zu suchen. Zum ersten Mal wird der Arzt, der sich bislang teilnahmslos durchs Leben hat treiben lassen, von einer starken Leidenschaft ergriffen. Um zu verhindern, dass Martine beim schmierigen Kaufhausinhaber Bouquet arbeitet, beschäftigt er sie in seiner Praxis und führt sie in die eheliche Wohnung ein. Die Liebesaffäre bleibt nicht lange geheim, und als Armande ihren Gatten und seine Geliebte in flagranti ertappt, ist er beinahe erleichtert, dass er endlich zu einer Entscheidung gezwungen wird.
Alavoine verlässt seine Familie und zieht mit Martine nach Issy-les-Moulineaux, wo er eine Praxis in einem Armenviertel übernimmt. Das Liebespaar verlebt einige glückliche Monate, doch immer wieder wird ihre Beziehung von Alavoines unstillbarer Eifersucht auf die „andere“ Martine überschattet, die leichtlebige junge Frau, die sich vor ihm mit vielen anderen Männern eingelassen hat. Er beginnt seine Geliebte zu schlagen, die seine Gewaltausbrüche duldsam über sich ergehen lässt, und mehr und mehr verfestigt sich in ihm der Gedanke, dass er sie eines Tages töten wird.
An einem Sonntag im September erwürgt Alavoine Martine. Er hat das Gefühl, ihre Liebe sei auf ihrem Höhepunkt angelangt, doch er kann sich nicht von seinen Gespenstern befreien, die den Anblick der Geliebten immer wieder durch Bilder der „anderen“ Martine überlagern. Den Prozess und die Zeit im Gefängnis steht er nur im Glauben durch, Martine und ihre Liebe lebten in ihm fort. Um sie auch nach seinem Tod nicht sterben zu lassen, hält er seine Erinnerungen für seinen Untersuchungsrichter fest. Am gleichen Tag, an dem Coméliau den Brief erhält, verübt Alavoine im Gefängnislazarett Suizid.

## Hintergrund
Lettre à mon juge gehört zu den ersten Romanen, die Simenon nach seiner Übersiedlung auf den amerikanischen Kontinent schrieb. Vorausgegangen waren in der ersten Hälfte des Jahres 1946 Trois Chambres à Manhattan, Maigret à New York, Au bout du rouleau und Le Clan des Ostendais. Dann folgte eine Pause von einem halben Jahr, was laut Pierre Assouline stets einen Simenon-Klassiker ankündigte. Ungewöhnlich war nicht nur die Ich-Erzählform, sondern auch der Entstehungsprozess des Romans, den Simenon Anfang November am Strand von Bradenton Beach entwarf. Die endgültige Fassung tippte Simenon laut Patrick Marnham „in der drückenden Dezemberhitze Floridas“ lediglich mit einigen Schweißbändern bekleidet am Schreibtisch in seine Schreibmaschine.
Wie schon Simenons erster amerikanischer Roman Trois Chambres à Manhattan speiste sich Lettre à mon juge in erster Linie durch Simenons leidenschaftliche Begegnung Ende 1945 mit der Frankokanadierin Denyse Ouimet, die seine zweite Frau werden sollte. Der Arzt Alavoine erinnert in vielen Wesenszügen an Simenon selbst, der ebenfalls von „Gespenstern“ der Eifersucht heimgesucht wurde. Martine, obwohl sie wie der Autor aus Lüttich stammt, ist Denyse nachgebildet und hat sogar wie diese eine Operationsnarbe am Unterleib. Alavoines Ehefrau erinnert in ihrer Asexualität an Simenons erste Ehefrau Tigy, seine dominante Mutter an Simenons eigene Mutter. Es ist typisch für Simenon, sich seiner eigenen Lebensgeschichte zu bedienen und deren Schattenseiten zu Literatur zu verarbeiten. Die Gewalt Alavoines gegenüber seiner Geliebten blieb über die Jahre ein wesentliches Merkmal der Beziehung Simenons mit Denyse, die er, wie sie sich später erinnerte, auch während der Entstehung des Romans geohrfeigt hatte.
Laut Patrick Marnham bedurfte es mit Les Vacances de Maigret noch eines zweiten, thematisch ganz ähnlich gelagerten Romans, in dem abermals die tödliche Eifersucht eines Arztes geschildert wird, um Simenons Gespenster endgültig zu verscheuchen. An André Gide schrieb Simenon: „Es hat zwölf Monate gedauert, um Lettre à mon juge zu schreiben. Ich weiß nicht, ob es das wert war. Ich schrieb es, um mich von meinen Gespenstern zu befreien und nicht jene Tat zu begehen, die mein Held begangen hat. Seither, seit über einem Jahr inzwischen, habe ich das Gefühl, ein neues Leben zu leben, eines so prall und saftig wie eine Frucht.“ In einem Interview mit der Zeitung Combat sah er 1959 Trois Chambres à Manhattan, Lettre à mon juge, Antoine et Julie und Feux Rouges als wesentliche Etappen seines Werkes, das vom Motiv der Resignation zu dem eines erfüllten Lebens übergegangen sei.

## Interpretation
Peter Kaiser nennt Lettre à mon juge das „Dokument einer Obsession“. Für Ansgar Lange klammern sich zwei Menschen aneinander wie Ertrinkende, um am Ende gemeinsam unterzugehen, wobei offenbleibt, ob ihre Liebe Leidenschaft oder Wahn gewesen sei. Dabei greift Simenon auf den Mythos der Femme fatale zurück, die gleichzeitig verführerisch und verletzlich ist. Patrick Marnham sieht in Trois Chambres à Manhattan und Lettre à mon juge zwei von Simenons „bedeutendsten Studien über sexuelle Eifersucht und Besessenheit“. In beiden Fällen geht ein Liebespaar bis an den Rand des Abgrunds ihrer Erfahrungen. Während das erste Buch noch einen positiven Wendung nimmt, geht Lettre à mon juge einen Schritt weiter. Die „Gespenster“ der Eifersucht werden für Alavoine übermächtig, die Geschichte ohne Hoffnung kann nur im Tod münden. Durch den Mord exorziert Alavoine laut Becker jenen Teil Martines, der stets zwischen ihrer Liebe gestanden hatte. Mit seinem Selbstmord versucht er sich wieder mit ihr zu vereinigen und verkündet abschließend: „Wir sind so weit gegangen wie möglich. Wir haben alles getan, was wir konnten. Wir haben die absolute Liebe gewollt.“
David Platten vergleicht Lettre à mon juge mit Flauberts Madame Bovary, wo ebenfalls die Eintönigkeit des Provinzlebens mit den hochfliegenden Plänen einer außerehelichen Affäre kontrastiert wird. Doch während Flaubert beide Lebensweisen parodiert, ergreift Simenon in seinem Roman eindeutig Partei für die Liebe, die zwar zerstörerisch wirken mag, aber der faden bürgerlichen Existenz jederzeit vorzuziehen sei. Alavoine spürt, dass das Leben mehr zu bieten hat, als ihm bislang zuteilwurde. Zwar gelingt ihm am Ende der Ausbruch aus dem Gefängnis seines sozialen Milieus, doch wird er nun seinerseits zum Gefängniswärter seiner Geliebten. An ihrem letzten gemeinsamen Tag erkennen sich beide in einem Schimpansenpärchen im Zoo wieder, das sich unter den Blicken der Besucher eng aneinanderschmiegt. Die Liebenden haben sich hinter unsichtbaren Gitterstäben ihr eigenes Gefängnis geschaffen, das ihnen nur noch den Ausweg in den Tod lässt. Für Pierre Assouline ist Alavoine ein Prototyp des Simenonschen Helden, der aus einer durchschnittlichen Existenz heraus nicht mehr in der Lage ist, sein Schicksal zu kontrollieren, und beinahe zwangsläufig dem Abgrund entgegenstolpert. Im Roman bezeichnet sich Alavoine als „Gelegenheitsverbrecher“.
Der Roman ist jedoch auch, wie viele andere Werke Simenons, Ausdruck eines Bedürfnisses nach Verständigung und Verständnis, das in den Abläufen der Justiz keinen Platz findet. Die ersten Zeilen betonen das verzweifelte Bemühen Alavoines um diese Verständigung: „Mein Richter, ein Mensch, ein einziger soll mich verstehen. Und ich möchte, dass Sie dieser Mensch sind.“ An anderer Stelle spricht Alavoine ein Credo Simenons aus: „Es ist ein erschreckender Gedanke, dass wir, obwohl wir alle Menschen sind und alle unsern Rücken krümmen unter einem unbekannten Himmel, uns weigern, eine kleine Anstrengung zu machen, um einander zu verstehen.“ Die Ironie des Romans ist, dass sich Alavoine ausgerechnet an Richter Coméliau wendet, den Gegenspieler Maigrets, dessen Standesdünkel und Vorurteile in den Maigret-Romanen seinen Blick auf die menschliche Wahrheit verstellen. So ist Lucille F. Becker auch dazu geneigt, die offene Frage am Ende des Romans, ob Alavoine durch seinen Brief Verständigung erreicht hat, abschlägig zu bescheiden, da der Mensch in Simenons Weltbild in seiner Einsamkeit eingeschlossen bleibt.

## Rezeption
Die englische Übersetzung Act of Passion wurde zu einem der Bestseller Simenons in seiner amerikanischen Wahlheimat. Bis zum Jahr 1958 hatte sie sich 350.000 mal verkauft. The Saturday Review urteilte: „Vielleicht zwangsläufig hat sich Simenon dazu entschlossen, die statische Form der Detektivgeschichte aufzugeben und Romane über den ewigen Konflikt von Gut und Böse zu schreiben.“ Ähnlich fand Kirkus Reviews im Roman eher eine psychologische Untersuchung der Motive eines Mordes als die Kriminalermittlungen früherer Jahre, womit Lettre à mon juge in der Tradition von Simenons Erfolgen La Neige était sale und Le Temps d’Anaïs stehe. Anthony Boucher in der New York Times sah Simenon hingen „wortreicher, prätentiöser und ein gutes Stück weniger effektiv“ als in seinen frühen Werken. Es gäbe kaum eine Maigret-Geschichte, die dem Roman nicht überlegen wäre, ob als Unterhaltung oder ernste Literatur.
Inzwischen zählt Brief an meinen Richter allerdings zu den angesehensten Romanen Simenons. Er war unter jenen von Simenons Werken, die Henry Miller besonders beeindruckten. John Banville sprach von einem „dunklen und beängstigenden Buch wie alle von Simenons romans durs (harten Romanen)“. François Bondy sah Simenon im Roman auf „der Höhe dieser Meisterschaft“ zur „intensiven Konzentration und Vereinfachung“. Ähnlich urteilte die SPÖ-Zeitschrift Die Zukunft: „Ein Wunder, was Simenon mit seinem knappen Stil an Atmosphäre schaffen kann.“
1952 kam die Verfilmung Le fruit défendu (deutsch: Verbotene Frucht) in die Kinos. Unter der Regie von Henri Verneuil spielten unter anderem Fernandel, Sylvie, Françoise Arnoul, Claude Nollier, Jacques Castelot und Raymond Pellegrin. Der Film verrät laut Lucille F. Becker die Romanvorlage auf jede erdenkliche Weise und wird gerade dadurch zu einer der erfolgreicheren Simenon-Adaptionen. Von der moralischen Zweideutigkeit und tödlichen Obsession des Romans bleibe eine simple Dreiecksgeschichte übrig, in der Don-Camillo-Darsteller Fernandel zwischen Pflicht und Versuchung steht und mit dem Happy End seiner Rückkehr zur treusorgenden Ehefrau die moralischen Erwartungen des Filmpublikums befriedigt.
Im Jahr 1985 produzierte der Bayerische Rundfunk ein Hörspiel unter der Regie von Wolf Euba. Die Hauptrollen sprachen Peter Dirschauer, Else Quecke, Irene Clarin, Ilse Neubauer und Elisabeth Volkmann. Für den Südwestrundfunk las Hans Peter Bögel den Roman ein. Unter der Regie von Johan Simons spielte Frank Focketyn den Charles Alavoine im Einpersonenstück Brief aan meen Rechter. Premiere war am 13. November 2009 im Genter Stadttheater NTGent.

## Ausgaben
- Georges Simenon: Lettre à mon juge. Presses de la Cité, Paris 1947 (Erstausgabe).
- Georges Simenon: Brief an meinen Richter. Übersetzung: Hansjürgen Wille und Barbara Klau. Kiepenheuer & Witsch, Köln 1961.
- Georges Simenon: Brief an meinen Richter. Übersetzung: Hansjürgen Wille und Barbara Klau. Heyne, München 1969.
- Georges Simenon: Brief an meinen Richter. Übersetzung: Hansjürgen Wille und Barbara Klau. Diogenes, Zürich 1977, ISBN 3-257-20371-3 (erste ungekürzte Ausgabe).
- Georges Simenon: Brief an meinen Richter. Ausgewählte Romane in 50 Bänden, Band 26. Übersetzung: Hansjürgen Wille und Barbara Klau. Diogenes, Zürich 2012, ISBN 978-3-257-24126-6.